# Krasnogorodsk
Krasnogorodsk – osiedle typu miejskiego w Rosji, w obwodzie pskowskim. W 2010 roku liczyło 3870 mieszkańców.
Historycznie znany pod nazwą Krasnohorodek. Od pokoju w Dywilnie (1618) do rozejmu andruszowskiego (1667) należał do I Rzeczypospolitej jako jedno z miast województwa smoleńskiego, a następnie województwa połockiego.